# ロイ・エルドリッジ
ロイ・エルドリッジ（Roy Eldridge、1911年1月30日 - 1989年2月26日）は、アメリカのジャズ・トランペット奏者。愛称「リトル・ジャズ」。スウィング・ジャズ時代に最も影響力を持ったミュージシャンかつ、ビバップの先駆者とされる。

## 略歴
ペンシルベニア州ピッツバーグ生まれ。父親は大工、母親はピアニストであった。5歳でピアノを始め、早々にちゃんとしたブルース・リックを弾いたという。このころヴァイオリン、アルトサックス、クラリネットで音楽の才能を示していた3歳年上の兄・ジョーを目標としていた。6歳になるとドラムスのレッスンを受け、地元の教会バンドで演奏するようになった。このときたまたまビューグルを吹いたエルドリッジに、兄がトランペットを始めるよう勧めたが、乗り気ではなかった。11歳のときに母が死去し、すぐに父が後妻をもうけると、エルドリッジは自室に何時間もひきこもり、トランペットの猛練習をおこなうようになった。
駆け出しの頃には多くのバンドを、あるときは率い、あるときは参加し、アメリカ中西部をくまなく演奏してまわるようになった。9年生で高校を退学させられ、家出して16歳で旅芸人の一座に参加するも、一座はすぐに解散し、オハイオ州ヤングスタウンに取り残された。そこで「グレーター・シーズリー・カーニバル」なる一座に拾われたが、メリーランド州カンバーランドで巡業中に、黒人である彼は人種差別に直面し、ピッツバーグに帰った。地元ですぐに「トラベリング・ロック・ダイナ・ショー」に参加し、たまたま当時のエルドリッジの演奏をカウント・ベイシーが目撃している。ベイシーは後年「僕の人生でこれまで聴いた中で最も偉大なトランペットだったよ」と語っている。ツアー・バンドでの演奏は17歳までつづけた。
20歳の時、自身のバンド「ロイ・エリオットと彼のパレス・ロワイヤル・オーケストラ」を結成。マネージャーによる命名であるといい、エルドリッジ本人は「このほうが格式が高いと思ったんだろう」と述懐している。結局バンドは脱退し、フレッチャー・ヘンダーソンの弟、ホレス・ヘンダーソンの楽団「フレッチャー・ヘンダーソン・ストンパーズ〔ママ〕」のオーディションを受け、参加。その後デトロイトで多くのバンドと演奏してから、スピード・ウェブのバンドとともに、中西部のツアーに出る。その後、メンバーはエルドリッジをリーダーとしたバンドを結成したが、短命に終わった。エルドリッジはミルウォーキーに移り、その後生涯の親友となるジャボ・スミスと知り合う。
1930年冬にニューヨークに移ったのち、セシル・スコット、エルマー・スノーデン、チャーリー・ジョンソン、テディ・ヒルらのバンドを渡り歩く。このころ、デューク・エリントン楽団のオットー・ハーディックが、エルドリッジに、演奏のすごさと身長の低さをかけた「リトル・ジャズ」のあだ名を授けた。また、初めて録音とラジオ放送を自分のバンド名義で行った。1935年、テディ・ヒルとの録音においてはじめてソロ演奏を披露し、すぐに人気が出た。有名なナイトクラブ「Famous Door」で自分のバンドを率いるようになったほか、1935年にはビリー・ホリデイと『What a Little Moonlight Can Do』『Miss Brown to You』などをディキシーランド・スタイルで録音している。同年、フレッチャーの楽団に参加した際は、ヴォーカルも担当している。同楽団では、1936年に辞めるまで、『Christopher Columbus』『Blue Lou』などでソロをとった。
こうして彼のリズミックなスウィングは、この時代のジャズのトレードマークとなり、「1930年代半ば以降、ルイ・アームストロングの後継者はエルドリッジだ」と評されるようになる。
1936年秋にシカゴに引っ越した。同年、兄ジョーとともに、サックスと編曲を担当した7人組バンドを結成。「アフター・ユーヴ・ゴーン」「Wabash Stomp」などで長いソロをとった録音を残した。音楽業界の人種差別にうんざりした彼は、1938年にいったん音楽活動を停止し、無線工学の勉強をした。1939年に復帰し、10人組バンドを結成。ニューヨークのArcadia Ballroomに落ち着いた。
1941年春、ジーン・クルーパ楽団に参加。白人バンドに入った初の黒人音楽家となった。ここでは、新人歌手アニタ・オデイと共演した。ノベルティ・ソング『Let Me Off Uptown』『Knock Me With a Kiss』などをヒットさせる。この時期の最も有名な録音はベニー・カーター編曲によるホーギー・カーマイケルの『ロッキン・チェア』である。1943年夏、クルーパが大麻所持の容疑（のちに冤罪が判明）で投獄されて、バンドは解散する。翌年、アーティ・ショウのバンドに参加。ここでもまた人種問題があり、脱退して自身のビッグバンドを組んだが、経済的に失敗。小編成での活動に戻った。
第二次世界大戦後は、ジャズ・アット・ザ・フィルハーモニック（JATP）の一員としてツアーを行った。JATPのリーダー、ノーマン・グランツは、「エルドリッジこそがジャズの精神の象徴だ」とし、「彼はステージに現れるとベストを尽くす。どんなコンディションでも。何事にも集中する。彼はわざと尻餅をつくときも、安全にじゃなく思いっきりやるんだ。ジャズってそういうものじゃないかなあ」と振り返っている。1950年、ベニー・グッドマンとのツアーのためパリに滞在。1951年にニューヨークに戻り、「バードランド」でバンドを持った。1952年から1960年代初期にコールマン・ホーキンス、エラ・フィッツジェラルド、アール・ハインズらと共演するかたわら、ノーマン・グランツとの録音もおこなった。1960年には、アビー・リンカーン、エリック・ドルフィー、ケニー・ドーハムらとともに、チャールズ・ミンガスとマックス・ローチが率いた「ジャズ・アーティスツ・ギルド」で録音。このセッションはアルバム『ニューポート・レベルズ』として残された。1963年から1965年にかけてエラ・フィッツジェラルドと、1966年にはカウント・ベイシーとツアー。その後はフリーの立場で、フェスティバルなどで演奏した。1969年から数年間、マンハッタン西54丁目の「ジミー・ライアンズ・ジャズ・クラブ」でハウスバンドを持った。
1970年に脳卒中で後遺症を負ったものの復帰を果たし、ヴォーカル、ドラムス、ピアノをこなした。作家のMichael Zirpoloは1970年代末に「ライアンズ」でロイを見て、「まだ高音をはじけさせられるんだと思ってびっくりしたよ。彼の健康が心配だった。こめかみの静脈が浮き出ていたからね」と回想している。1971年、『ダウン・ビート』誌の「ジャズの殿堂」入り。1980年に心臓発作を起こして以降は、一切の活動ができなくなった。
1989年、ニューヨークのヴァリー・ストリームのフランクリン総合病院で死去。78歳没。妻・ヴィオラが亡くなった3週間後のことだった。

## プレイスタイル・評価
彼が最初に影響を受けたのはレックス・スチュワートであった。サックス奏者のベニー・カーターやコールマン・ホーキンスから影響を受け、フレッチャー・ヘンダーソン楽団「ザ・スタンピード」（1926年）におけるホーキンスのソロをコピーすることで自身のスタイルを作った。また、レッド・ニコルズからの影響も公言している。
本人によると、初期にはアームストロングからは影響されず、1932年にアームストロングの研究を始めた（アームストロングの本格的な全米ブレイクは1929年）。
代理コードを含む洗練された和声とソロ演奏の名人芸は、ディジー・ガレスピーに強い影響を与えたとされる。

## 人物・エピソード
ジーン・クルーパがエルドリッジらバンドメンバーととともに、あるレストランで食事をとっていると、その店の支配人がクルーパに「黒人と同じテーブルで食べるな」と告げた。怒ったクルーパは支配人と殴り合った。留置場に数時間留め置かれたクルーパのために、エルドリッジは罰金を支払った。

## 主なディスコグラフィ

### リーダー作品
- The Big Band of Little Jazz（トパーズ 1935から1945年） - ディッキー・ウェルズ（英語版）、ベニー・グッドマン、ベニー・カーター、テディ・ウィルソン、ジーン・クルーパ、ジョン・カービー（英語版）と
- After You've Gone（デッカ・GRP 1936年から1946年） - アイク・ケベック、セシル・ペイン、ビリー・テイラー（英語版）、サヒブ・シハブ、ウィルバー・デパリス（英語版）と
- Heckler's Hop（ヘップ、1936年から1939年） - ジーン・クルーパ、ベニー・グッドマン、ヘレン・ウォードと
- Roy Eldridge 1943–1944 (Classics)
- Roy Eldridge 1945–1947 (Classics)
- Nuts（ヴォーグ 1950年） - ズート・シムズ、ディック・ハイマン（英語版）、ピエール・ミシュロと
- French Cooking（ヴォーグ 1950年から1951年） - レイモンド・フォル、バーニー・シュピーラーと
- Roy Eldridge in Paris（ヴォーグ 1950年から1951年）
- Roy's Got Rhythm（エマーシー 1951年）
- Rockin' Chair（クレフ 1955年） - 1951年ないし1952年録音
- Dale's Wail（クレフ 1955年） - 1953年録音
- Roy and Diz（ヴァーヴ 1954年） - ディジー・ガレスピー、ハーブ・エリス、レイ・ブラウン、ルイ・ベルソン（英語版）と
- The Coleman Hawkins, Roy Eldridge, Pete Brown（英語版）, Jo Jones All Stars at Newport（ヴァーヴ 1957年）
- Little Jazz（エマーシー 1957年） - チャーリー・シェーバーズ（英語版）、ジョー・トーマス（英語版）、ジョナ・ジョーンズ（英語版）、エメット・ベリーと
- Swingin' on the Town（ヴァーヴ 1960年）
- The Nifty Cat (New World) - バッド・ジョンソン（英語版）、ベニー・モートン（英語版）、ナット・ピアースと
- ニューポート・レベルズ Newport Rebels（キャンディード 1960年）
- The Trumpet Kings Meet Joe Turner（パブロ 1974年） - ビッグ・ジョー・ターナー、ディジー・ガレスピー、ハリー・エディソン、クラーク・テリーと
- Roy Eldridge and Oscar Peterson（OJC 1974年）
- Oscar Peterson and Roy Eldridge（パブロ 1974年）
- Little Jazz and the Jimmy Ryan All-Stars（パブロ 1975年） - ディック・カッツ（英語版）、メイジャー・ホリーと
- Happy Time（パブロ 1975年）
- Jazz Maturity...Where It's Coming From（パブロ 1975年）
- Oscar Peterson and The Trumpet Kings - Jousts（パブロ 1975年）
- The Trumpet Kings at Montreux '75 （パブロ） - ディジー・ガレスピー、クラーク・テリーと
- The Tatum Group Masterpieces（パブロ 1975年） - 1955年録音。アート・テイタム、ジョン・シモンズ（英語版）、アルビン・ストーラー（英語版）と
- What It's All About（パブロ 1976年） - ミルト・ジャクソン、バッド・ジョンソンと
- Montreux 1977（パブロ 1977年） - オスカー・ピーターソン、ニールス＝ヘニング・エルステッド・ペデルセン、ボビー・ダーハム（英語版）らと
- Roy Eldridge & Vic Dickenson（ストーリーヴィル 1978年） - トミー・フラナガンらと
- Heckler's Hop（ヘップ 1995年） - 上記と同題のコンピレーション盤
- The Complete Verve Roy Eldridge Studio Sessions（ヴァーヴ 2003年） - コンピレーション盤

### その他の参加作品
- カウント・ベイシー
  - Count Basie at Newport（ヴァーヴ 1957年）
  - Basie Swingin' Voices Singin'（ABCパラマウント 1966年）
  - Broadway Basie's...Way（コマンド 1966年）
  - Count Basie Jam Session at the Montreux Jazz Festival 1975（パブロ 1975年）
- コールマン・ホーキンス
  - Coleman Hawkins and Confrères（ヴァーヴ 1958年）
  - Hawkins! Eldridge! Hodges! Alive! At the Village Gate!（ヴァーヴ 1962年）
  - Disorder at the Border（スポットライト 1973年） - 1952年録音
- ジョニー・ホッジス
  - Blues-a-Plenty（ヴァーヴ 1958年）
  - Not So Dukish（ヴァーヴ 1958年）
  - Triple Play（RCAビクター 1967年）
- イリノイ・ジャケー（英語版） - Swing's the Thing（クレフ 1956年）
- レスター・ヤング - Laughin' to Keep from Cryin'（ヴァーヴ 1958年）
- ベン・ウェブスター - Ben Webster and Associates（ヴァーヴ 1959年）
- ジーン・クルーパとバディ・リッチ - The Drum Battle（ヴァーヴ 1960年） - 1952年録音
- エラ・フィッツジェラルド - Ella at Juan-Les-Pins（ヴァーヴ 1964年）
- ジョー・ジョーンズ - The Main Man（パブロ 1977年）
- ザ・スリー・サウンズ - Anita O'Day & the Three Sounds（ヴァーヴ 1962年） - 1曲のみ参加
- バディ・テイト（英語版） - Buddy Tate and His Buddies（キアロスクーロ 1973年）
- ポール・ゴンザルヴェス - Mexican Bandit Meets Pittsburgh Pirate（ファンタジー 1973年）

## 参照
1. ↑  Chilton, p. 4-5
2. ↑  Chilton, p. 5
3. ↑  Chilton, p. 5-6
4. ↑  Chilton, p. 6
5. ↑  Chilton, p. 7.
6. ↑  Chilton, p. 8.
7. ↑  Eldridge, (David) Roy in Oxford Music Online Gunther Schuller, Oxford Music Online. Retrieved March 26, 2012.
8. ↑  Chilton, pp. 12–13.
9. ↑  Chilton, pp. 14–16.
10. ↑  Chilton, p. 16.
11. ↑  Basie, qtd. in Chilton, p. 18.
12. ↑  Chilton, p. 22.
13. 1 2  Balliett, p. 151.
14. ↑  Eldridge, quoted in Chilton, p. 22.
15. ↑  Chilton, p. 25.
16. ↑  Chilton, pp. 32–34, 37.
17. ↑  Chilton, pp. 39–40.
18. ↑  Chilton, pp. 40–42.
19. 1 2 3 4 5 6 7  Robinson, p. 691.
20. 1 2 3 4  Wilson "Roy Eldridge, 78, Jazz Trumpeter Known for Intense Style, Is Dead", New York Times, February 28, 1989: 7.
21. ↑  Oliphant, pp. 343–44.
22. ↑  Oliphant, pp. 51–52.
23. ↑  Lyttelton, p. 414.
24. ↑  Oliphant, p. 326.
25. 1 2 3 4  Robinson, p. 692.
26. ↑  Oliphant, p. 308.
27. ↑  O'Day, pp. 102–123.
28. ↑  quoted in Steve Voce Obituary Norman Granz, The Independent, November 26, 2001. Retrieved November 20, 2008.
29. ↑  referred to in the liner notes of the LP by Nat Hentoff, quoted here
30. 1 2  Wilson, "Roy Eldridge's Ambition"
31. ↑  Zirpolo, p. 54.
32. ↑  Chilton, p. 10.
33. ↑  Lyttelton, p. 410.
34. ↑  Chilton, p. 14.
35. ↑  "Gene Krupa Fined," Cleveland Gazette January 3, 1942.

## 資料
- Balliett, Whitney. "Little Jazz." The New Yorker 61.43 (1985): pp. 151–59. RILM Abstracts of Music Literature.. Retrieved April 14, 2012.
- Chilton, John. Roy Eldridge, Little Jazz Giant. New York: Continuum, 2002. Print. ISBN 0-8264-5692-8.
- Deveaux, Scott and Howard McGhee. "Jazz in the Forties." The Black Perspective in Music 15.1 (Spring 1987): 64–78. JSTOR. Web. Retrieved Apr 14, 2012.
- Lyttelton, Humphrey. The Best of Jazz. Robson Books, 1998. ISBN 1-86105-187-5.
- Giddins, Gary. "The Excitable Roy Eldridge." Rhythm-a-ning: Jazz Tradition and Innovation in the '80s. New York: Oxford University Press, 1985. ISBN 0-19-503558-5.
- "Gene Krupa Fined After Socking Manager for Refusal to Admit Colored Boy Roy Eldridge in Pa. Restaurant." Cleveland Gazette Jan 3, 1942: 2. America's Historical Newspapers. Web. Apr 14, 2012.
- Obituary Norman Granz, The Independent, November 25, 2001. Retrieved November 20, 2008.
- O'Day, Anita and George Eels. High Times, Hard Times. New York: Limelight, 1981. ISBN 0-87910-118-0.
- Oliphant, Dave: The Early Swing Era: 1930–1941. Westport: Greenwood Press, 2002. ISBN 0-313-30535-8.
- Robinson, J. Bradford and Barry Kernfeld. "Eldridge, Roy." The New Grove Dictionary of Jazz, 2nd ed. Ed. Barry Kernfeld. New York: Grove, 2002. ISBN 1-56159-174-2.
- Schuller, Gunther. "Eldridge, (David) Roy ['Little Jazz']." Oxford Music Online. . Retrieved March 26, 2012.
- Wilson, John S. "Roy Eldridge, 78, Jazz Trumpeter Known for Intense Style, Is Dead." New York Times Feb 28, 1989: 7. Newspaper Source.. Retrieved Apr 14, 2012.
- Wilson, John S. "Roy Eldridge's Ambition: 'To Outplay Anybody.'" New York Times June 30, 1981: C5. ProQuest Historical Newspapers. Web. Retrieved Apr 14, 2012.
- Wilson, John S. "Roy Eldridge: Jazz Trumpeter for All Decades." New York Times Oct 17, 1982: H25. ProQuest Historical Newspapers. Web. Apr 14, 2012.
- Zirpolo, Michael P. "Sitting in with Roy Eldridge at Jimmy Ryan's." The IAJRC Journal 42.2 (2009): 54. RILM Abstracts of Music Literature. Web. Apr 14, 2012